# Кедиц
Кедиц (њем. Köditz) општина је у њемачкој савезној држави Баварска. Једно је од 27 општинских средишта округа Хоф. Према процјени из 2010. у општини је живјело 2.677 становника. Посједује регионалну шифру (AGS) 9475141.

## Географски и демографски подаци
Кедиц се налази у савезној држави Баварска у округу Хоф. Општина се налази на надморској висини од 450–650 метара. Површина општине износи 31,5 km². У самом мјесту је, према процјени из 2010. године, живјело 2.677 становника. Просјечна густина становништва износи 85 становника/km².

## Међународна сарадња
| Мјесто | Држава   | Врста сарадње | Од    |
| ------ | -------- | ------------- | ----- |
| Шартен | Аустрија | контакт       | 2000. |
| Извор  |          |               |       |